# Santeau
Santeau település Franciaországban, Loiret megyében. Lakosainak száma 393 fő (2022. január 1.). Santeau Attray, Chilleurs-aux-Bois, Mareau-aux-Bois és Montigny községekkel határos.

## Népesség
A település népessége az elmúlt években az alábbi módon változott:
| Lakosok száma | 285  | 267  | 270  | 324  | 382  | 409  | 420  | 405  | 397  | 393  |
|               | 1968 | 1982 | 1990 | 2006 | 2013 | 2015 | 2017 | 2019 | 2020 | 2022 |